# Nazionale femminile under 20 di calcio della Spagna
La nazionale Under-20 di calcio femminile della Spagna è la rappresentativa calcistica femminile internazionale della Spagna formata da giocatrici al di sotto dei 20 anni, dal 1993 gestita dalla Reale Federazione calcistica della Spagna (Real Federación Española de Fútbol - RFEF).
Come membro della Union of European Football Associations (UEFA) partecipa al Campionato mondiale FIFA Under-20; non è previsto un campionato continentale in quanto il torneo è riservato a formazioni Under-19, tuttavia i risultati ottenuti nel campionato europeo di categoria sono utilizzati per accedere al mondiale con una squadra Under-20.
Il miglior risultato ottenuto dalla Spagna in una competizione FIFA è il secondo posto conquistato a Francia 2018, superata in finale per 3 reti a 1 dalle avversarie del Giappone, al loro primo titolo mondiale. Sempre a Francia 2018 la nazionale spagnola ottiene un altro importante riconoscimento, il pallone d'oro e la scarpa d'oro assegnati a Patricia Guijarro, che con sei reti siglate raggiunge il vertice della classifica marcatori del torneo, primato che condivide con l'inglese Georgia Stanway.

## Partecipazioni alle competizioni internazionali

### Campionato mondiale Under-20
- 2002: Non qualificata (Torneo Under-19)
- 2004: Primo turno (Torneo Under-19)
- 2006: Non qualificata
- 2008: Non qualificata
- 2010: Non qualificata
- 2012: Non qualificata
- 2014: Non qualificata
- 2016: Quarti di finale
- 2018: Secondo posto
- 2022: Campione
- 2024: Quarti di finale